# The Sign of Three
The Sign of Three (El signo de los tres, en español) es el segundo episodio de la tercera temporada de la serie de televisión de la BBC Sherlock. Fue escrito por Stephen Thompson, Mark Gatiss y Steven Moffat y las estrellas Benedict Cumberbatch como Sherlock Holmes y Martin Freeman como el Dr. John Watson. El episodio se centra principalmente en torno al día de la boda de Watson a Mary Morstan y se fija seis meses después de la apertura de la serie "El coche fúnebre vacío".
El título del episodio es inspirado por El Signo de los Cuatro por Sir Arthur Conan Doyle.

## Sinopsis
En la escena de apertura, el detective inspector Lestrade (Rupert Graves) y el Sargento Donovan (Vinette Robinson) están a punto de arrestar a una familia criminal que ha eludido a la policía en varias ocasiones. Sin embargo, cuando Lestrade recibe un texto de ayuda de Sherlock, abandona el caso y las carreras de Baker Street - solo para descubrir que Sherlock simplemente está luchando para escribir un discurso de padrino de la próxima boda de John a Mary Morstan (Amanda Abbington).
En la mañana de la boda, la señora Hudson (Una Stubbs) le recuerda a Sherlock que el matrimonio cambia a las personas. En la recepción, John está encantado de ver al mayor Sholto James (Alistair Petrie), su excomandante del ejército británico. Sholto vive en reclusión, después de haber recibido amenazas de muerte y escrutinio de los medios después de perder una unidad de nuevos soldados en Afganistán. 
Sherlock llama a Mycroft (Mark Gatiss), que repite la sugerencia de la señora Hudson que John y el matrimonio con Mary van a cambiar su vida.
Sherlock se levanta para dar el mejor discurso del padrino, pero en un principio vacila. Después de la lectura de los telegramas de la boda, Sherlock expresa su profundo amor y respeto por John y se lanza a una narración laberíntica, describiendo el papel de John en un caso de intento de asesinato, " el soldado de la guardia Sangriento ", un soldado de la guardia llamado Bainbridge (Alfie Enoc) contactó a Sherlock, temiendo que estaba siendo acosado. En el momento en Sherlock y Watson se metió en los cuartos de los Guardias, Bainbridge fue dado por muerto en una habitación de ducha de una herida de arma blanca, pero no se encontraron ningún arma y ruta de escape. Al ser interrogado por Lestrade, Sherlock admite a regañadientes que el caso nunca fue resuelto, pero lo cita como un ejemplo de la compasión de John, en lugar de tratar de resolver el asesinato como lo hizo Sherlock, John examinó el cuerpo de Bainbridge y descubrió que aún tenía pulso, por lo tanto solicitando una ambulancia y salvar su vida.
La narrativa de Sherlock deriva a otro caso, "el hombre efímero ", varios días después de ir al apartamento de un hombre para la cena, Tessa (Alice Lowe), una mujer que trabajaba como enfermera privada, encontró que el apartamento estuvo desocupado, y que el hombre fue catalogado como haber muerto hace semanas. Sherlock y John, todavía embriagados por la noche de despedida de soltero, intentaron buscar pistas, pero fueron detenidos en su lugar. A la mañana siguiente, un Lestrade divertido aseguró su liberación de la cárcel. Sherlock conversó con otras mujeres de Londres con una experiencia similar, pero no pudo encontrar ninguna conexión significativa entre ellas. Con la ayuda de John, él llegó a la conclusión de que el autor era un hombre aburrido con el matrimonio, que se disfrazó de hombres solteros que habían fallecido recientemente y utilizado sus viviendas desocupadas para cumplir con las mujeres.
Mientras se procede al brindis, Sherlock se queda congelado de repente, recordando que la enfermera supo el segundo nombre de John (Hamish). Consciente de que John nunca lo usa, se deduce que la mujer lo había visto en una invitación de boda. Sherlock concluye que todas las mujeres trabajaban para Sholto en varias capacidades y estaban obligadas a hacerlo secretamente. Es entonces cuando se da cuenta de que "el hombre de la efímera " ha ido cortejando a esas mujeres para encontrar y atacar a Sholto, y la boda es su oportunidad. Sherlock desliza una nota a Sholto, avisándole del peligro. Este, vuelve a su habitación de hotel y consigue su pistola para defenderse. Sherlock, John y Mary, van a la habitación para tratar de salvarle, pero él se niega a abrir la puerta hasta que se resuelva el caso. Sherlock deduce que el caso de la Guardia Bloody está vinculado al de Sholto y señala que el uniforme militar que llevaban tanto el joven guardia como el amigo de Watson es el vínculo común. Bainbridge se derrumbó en la ducha, por lo que debió de haber sido apuñalado con una navaja tipo estilete de antemano, pero con su cinturón militar sostuvo firmemente la carne, por lo tanto el daño no se manifestaría hasta que la correa se aflojase. Al oír esta explicación, Sholto contempla el suicidio aflojando el cinturón y desangrándose, ya que ha sido severamente deprimido por la pérdida de su unidad y de la animosidad pública posterior. Sherlock lo convence de no hacerlo, sobre todo insistiendo en que sería cruel al hacerlo en la boda de John. Sholto abre la puerta y pide asistencia médica.
Esa noche, Sherlock hace llamar al fotógrafo de bodas (Jalaal Hartley) y lo identifica a Lestrade como Jonathan Small, "el hombre efímero ", deduciendo que él era la única persona que podría haber apuñalado Sholto. Señala que el hermano del fotógrafo era uno de los hombres que murieron bajo el mando de Sholto, y concluye que apuñaló a Bainbridge como práctica de este asesinato. 
Después Sherlock toca el violín para John y Mary en su primer baile. En voz baja les revela que ha observado en Mary " aumento del apetito, cambio en la percepción del gusto, y la enfermedad de la mañana, el signo de los tres", dando a entender que ella está embarazada. Sherlock los calma diciendo que serán grandes padres, ya que tenían mucha práctica con él. A pesar de la feliz revelación, el episodio termina en una nota amarga-dulce, con Sherlock que sale sombrío de la recepción, al darse cuenta de que su relación con John nunca será igual otra vez.

## Producción
El episodio fue dirigido por Colm McCarthy, quien había trabajado previamente con Moffat en el episodio de Doctor Who, "Las Campanas de San Juan (The Bells of Saint John)". La Radio Times informó que McCarthy fue reclutado "tras la salida de director Paul McGuigan, a quien se atribuye haber creado la plantilla visual distintivo para el programa". De acuerdo con algunas fuentes, como la Radio Times, "The Sign of Three" fue escrito por Steve Thompson, que había escrito previamente los episodios de Sherlock "The Blind Banker" y "The Reichenbach Fall". Sin embargo, en una desviación de estilo habitual de la serie, los tres escritores recibieron un "escrito por" crédito en títulos de apertura de este episodio. Steven Moffat dijo a la BBC un Q & A que escribió muchos discursos de boda de Sherlock.
"The Sign of Three" fue inspirada por Arthur Conan Doyle El signo de los cuatro.

## Emisión y recepción
El episodio fue emitido el 5 de enero de 2014, en la BBC One y BBC One HD a las 8:30 p. m.. Se atrajo 8,8 millones de espectadores, una cuota de 31,9 %, lo que representa un descenso de los 9,2 millones ( 33,8 % ) que midió " The Empty Hearse ".
El episodio recibió elogios de la crítica. Neela Debnath de The Independent, comentó: " Si bien no es la historia más fuerte de la saga de Sherlock, la escritura es tan nítida y fresca, con el elemento palacio mente bajó el tono de algunas muescas. El signo de los tres estaba lleno hasta la bandera con ingenio y la comedia. había mucho para que los espectadores aullando de risa, sobre todo gracias a la apatía general Sherlock hacia la humanidad ".
Caroline Frost de The Huffington Post comentó sobre " relato de Conan Doyle -esque de algunos de sus casos más extraños " del episodio, la escritura, " esta combinación de montaje y el carril de la memoria hecha para un espectáculo inusual, en algún lugar entre una Navidad sola vez.
Alcalde de Londres, Boris Johnson respondió a las alusiones hechas a él dentro de los artículos de prensa de ficción sobre la "marca de agua ", que apareció en la pantalla en los momentos de apertura del episodio. La parte inferior de la primera página de un periódico se burló -up describe un anónimo alcalde de Londres como " tramado, incoherente, e interesada ", enumerando las políticas de " extraños ", incluyendo un "concepto recientemente se burló - de poner un aeropuerto en el centro del estuario ", que dicen: The Telegraph es" una clara referencia a Boris Island ".  Johnson argumentó que las bromas, que el informe Telegraph eran " visible solo por una cuestión de segundos ", reflejan su percepción de que la BBC tiene un sesgo de izquierda un portavoz de la BBC dijo: "Sherlock es una serie dramática de ficción Tanto el periódico y el alcalde aparece en el episodio eran totalmente ficticios y no fueron nombrados o políticamente afiliados. ".
IGN Daniel Krupa tenía una opinión más negativa, alabando la actuación de Benedict Cumberbatch y algunos momentos tiernos de corazón, él criticó el ritmo, afirmando que " el ritmo era irregular, nunca permitiendo a aliviar realmente en el terreno ", y criticó a la exploración más de las vidas de los personajes, en lugar de las aventuras.
A partir del 14 de enero de 2014 " The sign of three" ha adquirido una calificación de 9.1 en IMDb con más de 5.800 votos, [ 16 ] y una calificación de 9.4 usuario en TV.com con un poco más de 120 votos. [ 17 ]